# Ковтаючі акули
Ковтаючі акули (Centrophoridae) — родини акул з ряду Катраноподібні. Має 2 роди та 19 видів. Інші назви «короткошипі акули», «гольчасті акули».

## Опис
Загальна довжина представників цієї родини коливається від 79 до 170 см. Спостерігається статевий диморфізм: переважно самиці більші за самців, лише у деяких видів самці перевищують самиць. Голова помірного або малого розміру. Рило доволі довге. У різних видів має різноманітну форму. Очі великі без мигальної перетинки. Нижчі зуби набагато більші за верхні, що дозволяє своєрідно хапати здобич. Звідси походить назва цих акул. Тулуб стрункий або кремезний з 2 спинними плавцями. Перший більше за другий. Анальний плавець відсутній. Шкіра часто шорстка. біля спинних плавців присутні шпики.
Забарвлення сіре, коричневе, буре з різними відтінками. Переважно однотонне.

## Спосіб життя
Це бентопелагічні акули. Тримаються на глибинах від 150 до 1900 м, на континентальному шельфі. Вдень опускаються на більшу глибину, вночі підіймаються ближчі до поверхні. Живляться костистою рибою, головоногими молюсками та ракоподібними.
Це яйцеживородні акули. Самиця народжує від 1 до 10 акуленят.

## Розповсюдження
Мешкають у тропічних та помірних водах Атлантичного, Індійського та Тихого океанів.

## Роди
- Centrophorus
- Deania